# Escape from Babylon
Escape from Babylon è il terzo album da solista di Alborosie, ex leader dei Reggae National Tickets, pubblicato il 16 giugno 2009.

## Tracce
1. America – 3:53
2. No cocaine – 4:12
3. Mama she don't like you (feat. I Eye) – 4:06
4. Global war – 3:51
5. Money – 4:11
6. I rusalem – 4:05
7. I can't stand it (feat. Dennis Brown) – 4:34
8. Real story – 3:22
9. Good woman – 4:19
10. Dung a babylon – 4:11
11. One sound (feat. Gramps Morgan) – 4:00
12. Humbleness – 4:07
13. Promise land – 3:57
14. Mr President – 4:19
15. Operation Uppsala – 4:01
16. Likkle Africa – 4:44

## Curiosità
- Nel 2010 a Kingston si sono verificate violente sommosse per la cattura e l'arresto del narcotrafficante giamaicano Cristopher "Dudus" Coke, che hanno portato alla morte di diverse persone, in gran parte civili, uccisi negli scontri divampati nella capitale con uno dei più alti tassi di criminalità al mondo, tra le forze di sicurezza e le gang di appartenenza al narcotrafficante, accusato di traffico di droga e armi, e di aver intrattenuto conversazioni e accordi contro la sua estradizione con il primo ministro giamaicano Bruce Golding e altri funzionari governativi. In seguito Alborosie si è espresso in onore e memoria delle vittime di questo vero e proprio massacro, dedicando messaggi di pace rivolti alla popolazione giamaicana e facendo riferimento ad un popolo ed una politica basati sulla rivoluzione spirituale ed etica, e non sulla corruzione, argomento da lui già trattato nella traccia Mr President, contenuta nell'album Escape from Babylon, e ripreso nel caso di implicazione da parte del premier Bruce Golding visto l'uso particolarmente scorretto della politica in Giamaica.